# Ce qui se voit et ce qui ne se voit pas
Pour plus de détails, voir Fiche technique et Distribution.
Ce qui se voit et ce qui ne se voit pas est une comédie française réalisée par Laurent Firode et sortie en 2024.

## Synopsis
Lors d’une promenade à Montmartre, une mère un peu trop curieuse et sa fille trentenaire, légèrement sceptique, croisent une vieille dame. 
Celle-ci, sans crier gare, prédit à la jeune femme qu'elle sera bientôt enceinte – et cette fois-ci, le bébé restera. 
Sur le coup, elles rient, mais quelques mois plus tard, la prophétie se réalise. 
Paniquée, la mère, convaincue que cette prédiction était un signe du destin, décide de retrouver la vieille dame coûte que coûte pour la remercier. 
Elle ne connaît ni son nom, ni où la chercher. 
S’ensuit une quête loufoque où la mère explore toutes les méthodes farfelues – voyants, séances de spiritisme, chasse aux souvenirs – pour retrouver la prophétesse. 
Entre quiproquos, situations improbables et un soupçon de magie, la Providence semble jouer à cache-cache avec elle, poussant la mère à des extrémités hilarantes pour renouer le contact.

## Fiche technique
- Titre : Ce qui se voit et ce qui ne se voit pas
- Réalisation : Laurent Firode
- Scénario : Laurent Firode
- Musique :
- Photographie : Laurent Firode
- Son : Fabien Louineau
- Montage : Laurent Firode et Irène Ismaïloff
- Décors :
- Costumes :
- Production : François Chilot et Rikke Katborg
- Société de production : Les Producers
- Société de distribution :
- Pays de production :  France
- Langue originale : français
- Format : Couleur
- Genre : Comédie
- Durée : 88 minutes
- Dates de sortie :
  - France : 4 septembre 2024

## Distribution
- Irène Ismaïloff
- Christian Diaz
- Agathe de La Boulaye
- Maud Imbert
- Étienne Ménard
- Cédric Appietto
- Mia Delmae
- Natte You